# Uri (kanton)
| Kanton Uri                |                    |
| \| Grb kantona \|         |                    |
| Položaj u Švicarskoj      |                    |
|                           |                    |
| Podaci                    |                    |
| Glavni grad               | Altdorf (Uri)      |
| Pristupanje konfederaciji | 1291.              |
| Skraćenica                | UR                 |
| Stanovništvo              | 34.948 stan.       |
| Popis                     | 31. prosinca 2006. |
| Površina                  | 1.077 km²          |
| Gustoća                   | 32 stan./km²       |
| Br. općina                |                    |
| Jezici                    | njemački           |
| Zemljovid kantona         |                    |
|                           |                    |
| Grb kantona               |                    |

Kanton Uri je kanton u središnjoj Švicarskoj, glavni grad ovog kantona je gradić Altdorf.

## Zemljopis
Kanton Uri se nalazi u unutrašnjosti Švicarske.

## Povijest
Ime "Uri" je dobio po keltskoj imenici za bika "ure".

## Jezik
Njemački je službeni jezik.

## Gradovi i mjesta
- Altdorf, 8 595 stanovnika
- Schattdorf, 4 788 stanovnika
- Bürglen, 3 947 stanovnika
- Erstfeld 3 733 stanovnika
- Silenen 2 228 stanovnika

## Vjeroispovijest
Velikom većinom su stanovnici rimokatoličke vjeroispovijesti. Prema popisu iz 2000. Katolici su činili 86% stanovništva dok je protestanata bilo oko 6%.

## Vanjske poveznice
- Službena stranica kantona Uri